# Boguszów-Gorce
Boguszów-Gorce (udtale: [bɔˈɡuʂuf ˈɡɔrt͡sɛ], tysk: Gottesberg-Rothenbach, [ˈgotəsbɛɐ̯k ʁoːtənbaχ]; Schlesisk: Boguszůw-Gorce)  er en by  i  den sydlige del af  Voivodskabet Nedre Schlesien i det sydvestlige Polen.  Byen  har 14.648(2021) indbyggere og et areal på 27,02 km².  Den er en del af   powiatet (amt) Wałbrzych.
Byen ligger cirka 1 km vest for Wałbrzych, og 72 km sydvest for den regionale hovedstad Wrocław,  på grænsen mellem Wałbrzych-bjergene og Stenbjergene (polsk: Góry Kamienne, tjekkisk: Kamenné/Kamenité hory)  i Centralsudeterne.

## Historie
Under 1. verdenskrig drev tyskerne en tvangsarbejdslejr for allierede (fra Ententemagterne) krigsfanger i byen.
Byen blev etableret i 1973 ved sammenlægningen af de to byer Boguszów og Gorce og to landsbyer Kuźnice Świdnickie og Stary Lesieniec.